# Parafia św. Katarzyny Aleksandryjskiej w Kędzierzynie-Koźlu
Parafia św. Katarzyny Aleksandryjskiej w Kędzierzynie-Koźlu – parafia rzymskokatolicka należąca do dekanatu Kędzierzyn diecezji opolskiej w metropolii katowickiej, która została erygowana około 1246. Kościół parafialny zbudowany w latach 1864–1869 mieści się przy ulicy Stanisława Staszica 1, w dzielnicy Sławięcice, będącej częścią Kędzierzyna-Koźla. 

## Duszpasterze
- ks. Marian Bednarek – proboszcz[2]
- ks. Arnold Klita – wikariusz[3]

### Lista proboszczów
| Niepełna lista proboszczów parafii św. Katarzyny Aleksandryjskiej w Kędzierzynie-Koźlu |                          |
| Okres                                                                                  | Proboszcz                |
| ?                                                                                      | ?                        |
| ?                                                                                      | ks. Michael Jasik        |
| ?                                                                                      | ks. Adamus Bimer         |
| ?                                                                                      | ks. Andreas Skrzentwa    |
| ?                                                                                      | ks. Josephus Langer      |
| ?                                                                                      | ks. Antonius Badiera     |
| ? –1795                                                                                | ks. Silvester Badiera    |
| 1795–1823                                                                              | ks. Dominicus Heiny      |
| 1823– ?                                                                                | ks. Johannes Nogossek    |
| ? –1849                                                                                | ks. Anton Peterknecht    |
| 1849– ?                                                                                | ks. Amand Dronia         |
| ...                                                                                    | ...                      |
| 1938–1950                                                                              | ks. Augustyn Operskalski |
| 1950–1974                                                                              | ks. Maksymilian Cichoń   |
| 1974–2009                                                                              | ks. Jan Piechoczek       |
| 2009–                                                                                  | ks. Marian Bednarek      |

## Historia parafii
Jak przypuszczają historycy osada Sławięcice w XIII wieku została założona przez księcia Kazimierza bytomskiego, najprawdopodobniej przed 1222 na prawie niemieckim. Po raz pierwszy Sławięcice wraz z Zalesiem figurują w testamencie księcia Mieszka II Otyłego, spisanym w Koźlu 29 października 1245, w którym książę przekazuje te miejscowości biskupiemu kościołowi św. Jana Chrzciciela we Wrocławiu. Najprawdopodobniej w tym okresie mógł być wybudowany pierwszy kościół dla mieszkańców Sławięcic. Historyk Johann Heyne z Wrocławia w swoich badaniach wysunął hipotezę, że kościół w Sławięcicach istniał w XII wieku lub na początku XIII wieku, będąc jednym z najstarszych obiektów na Śląsku, bowiem wspomina go list z 29 marca 1287, przechowywany w Muzeum Archidiecezjalnym we Wrocławiu, księcia Kazimierza bytomskiego do proboszcza w Sławięcicach, Johanna. Należy przypuszczać, że wybudowano go jednak znacznie wcześniej. 
Podczas wyburzenia starego kościoła pod wezwaniem św. Katarzyny Aleksandryjskiej i św. Małgorzaty, w 1864 natrafiono pod jego fundamentami na ślady wskazujące, że pierwotnie istniał tu kościół o wiele starszy niż to pierwotnie przypuszczano. W tej sytuacji historycy wysunęli hipotezę, że czas powstania pierwszej świątyni w Sławięcicach można przesunąć pomiędzy (IX a XII) wiek, kiedy osada należała do państwa wielkomorawskiego, w którym już w IX wieku, działalność misyjną prowadzili Cyryl i Metody. 
Parafia znalazła się w wykazie świętopietrza z 1447, przynależna wówczas do archiprezbiteratu ujazdowskiego . Podczas wojen szwedzkich kościół został przekazany protestantom i czasowo był pod ich zarządem. Stary kościół w wyniku orzeczenia Królewskiego Radcy Budowlanego z Opola, Gerascha o jego złym stanie technicznym, został rozebrany, a na jego miejscu wybudowano w latach 1864–1869 nowy kościół w stylu neogotyckim i przy udziale księcia Hohenlohe von Oehringen . 6 czerwca 1869 nastąpiła uroczysta konsekracja kościoła, której dokonał abp Heinrich Förster z Wrocławia.
W obrębie parafii znajduje się filialny kościół Najświętszej Maryi Panny Królowej Wszechświata w Miejscu Kłodnickim przy ulicy Słowiczej 6, kaplica w Miejscu Kłodnickim przy ulicy Szpaków oraz kaplica w ogrodzeniu kościoła w Sławięcicach poświęcona św. Teresie z Lisieux. Ponadto duszpasterze parafialni posługują w kaplicy Matki Bożej Częstochowskiej w Domu Pomocy Społecznej przy ulicy Zielnej 1, w Sławięcicach . Parafia liczy około 2500 wiernych .

## Grupy parafialne
- Apostolat Margaretka
- Bractwo św. Józefa
- Chór parafialny
- Dzieci Maryi
- Grupa „Wokół katechizmu”
- Orkiestra parafialna
- Służba Liturgiczna
- Wspólnota nadzwyczajnych szafarzy Komunii Świętej
- Wspólnota Żywego Różańca
- Zespół Charytatywny Caritas
- Zespół muzyczny

## Zasięg parafii
Do terytorium parafii należały następujące miejscowości: Blachownia, Cisowa i Stara Kuźnia. W wyniku erygowania samodzielnych parafii w tych miejscowościach oraz zmianach terytorialnych dekanatów, zostały one wyłączone z obrębu terytorium parafii w Sławięcicach .
- Kędzierzyn-Koźle
  - dzielnica Miejsce Kłodnickie, ulice: Czajki, Czyżyków, Jaskółek, Krucza, Kukułcza, Skowronków, Słowicza, Szpaków
  - dzielnica Sławięcice, ulice: Asnyka, Bajkowa, Batorego, Daszyńskiego, Dembowskiego, Ks. Droni, Eichendorffa, Gałczyńskiego, Gojawiczyńskiej, Kameralna, Kasprowicza, Kocha, Kołłątaja, Książąt Opolskich, Mała, 8 Marca, Niezdrowicka, Orkana, Pieli, Przerwy-Tetmajera, Puszkina, Sadowa, Serdeczna, Sławięcicka, Spacerowa, Staszica, Szczęśliwa, Świerkowa, Ks. Ściegiennego, Ks. Twardowskiego, Ujejskiego, Wróblewskiego, Wydmowa, Zielna, Żmichowskiej